# Bergern im Dunkelsteinerwald
Bergern im Dunkelsteinerwald é um município da Áustria localizado no distrito de Krems-Land, no estado de Baixa Áustria.